# فابرخزندگان
فابرخزندگان (نام علمی: Fabrosauridae) نام یک تیره از راسته پرنده‌کفلان است.